# José Antonio Camacho
José Antonio Camacho je španělský fotbalový trenér. Jako hráč byl dlouhou dobu v kádru Realu Madrid a španělské reprezentace. Jako trenér úspěšně působil v několika španělských klubech a v Benfice Lisabon.